# Heideland (Brandenburg)
Heideland és un municipi alemany que pertany a l'estat de Brandenburg. Forma part de l'Amt Elsterland i fou creat el 2001 de la unió de les comunitats de Drößig, Eichholz i Fischwasser.